# Нагаєв Ібраїм-Герей Садикович
Ібраїм-Герей Садикович Нагаєв (нар. 19 березня 1951, Ташкент) — архітектор.

## Біографія
Народився 19 березня 1951 року в Ташкенті (Узбецька РСР). 1973 року закінчив архітектурне відділення Ташкентського політехнічного інституту.
Лауреат Національної премії України імені Тараса Шевченка (за 2005 рік; разом з З. Нагаєвою, А. Алієвим, А. Абдуллаєвим, Ф. Якубовим за скульптурний комплекс «Відродження» у Сімферополі).

## Роботи
З 1991 року у Криму розробляв:
- генеральні плани мікрорайонів Кам'янка, Біле у Сімферополі, села Строганівка;
- генеральний план мікрорайону Ізмаїл-бей та ескізний проект культурно-етнографічного центру у Євпаторії, ескізні проекти експериментальних мікрорайонів з житлом пансіонного типу;
- інтер'єр Кримсько-татарського академічного музично-драматичного театру комплексу «Відродження»;
- проекти мечетей в Сімферополі та Алушті;
- етнографічне село під відкритим небом у Судаку.